# نيامويزي (إثنية)
النيامويزي هم شعب في شرق إفريقيا، إحدى المجموعات العرقية الرئيسية في تنزانيا. يعيشون في الجزء الشمالي الغربي من البلاد، بين بحيرة فيكتوريا وبحيرة روكوا. لدى النيامويزي روابط ثقافية وثيقة مع شعب السوكوما.

## الاسم إثني
اعتمادًا على المصادر والسياق، هناك عدة أشكال أخرى لإسم النيامويزي الإثني ومنها: بانيامويزي، أوانيامويزي، وانيامويزي. كلمة nyamwézi من أصل سواحلي وترجمتها إلى «أهل القمر». أطلق سكان الساحل هذا الاسم للإشارة إلى أن نيامويزي أتوا من الغرب (حيث يغيب القمر).

## اللغة
يتكلمون لغة نيامويزي، إحدى لغات البانتو.

## الثقافة

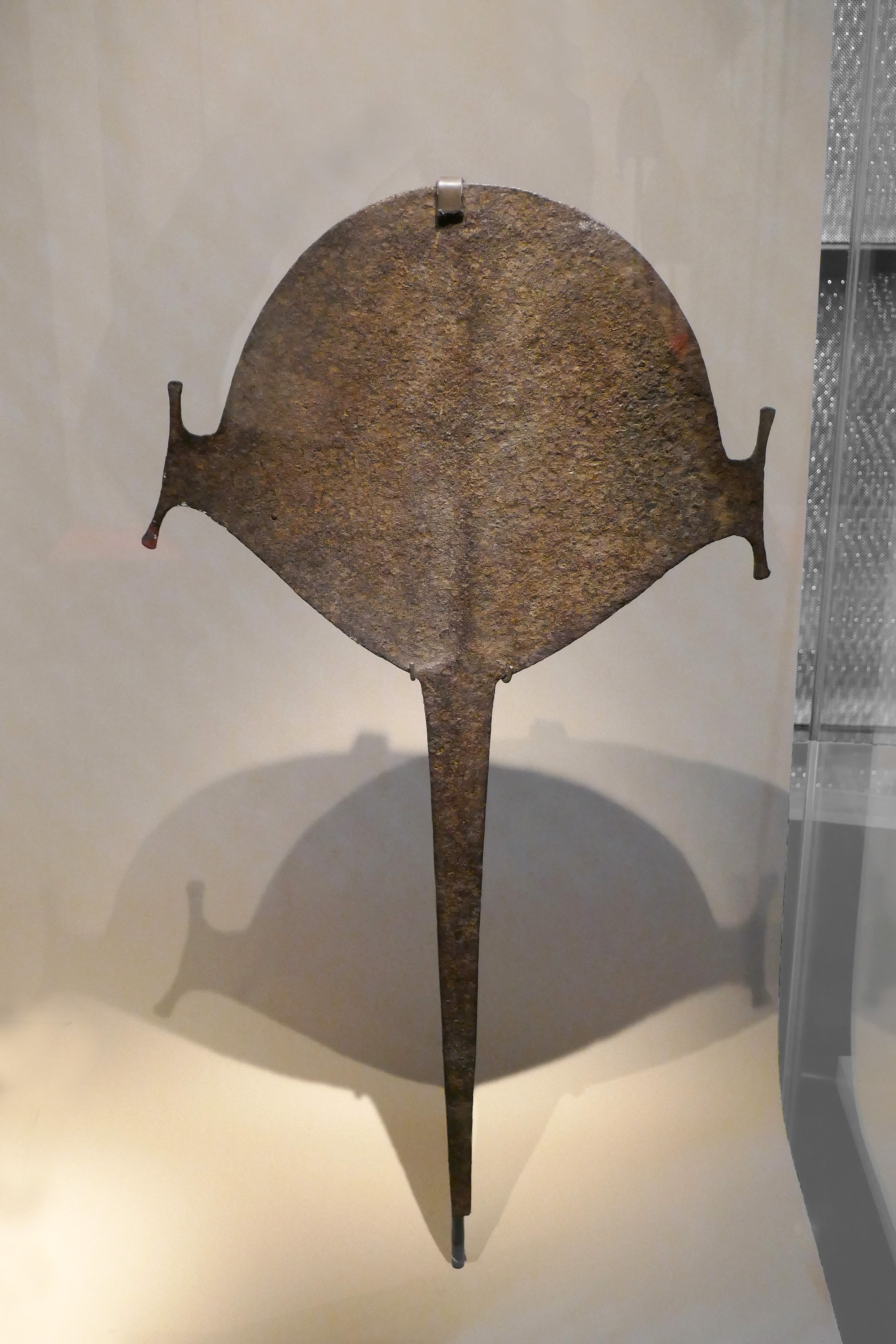
عملة على شكل شفرة مجرفة.
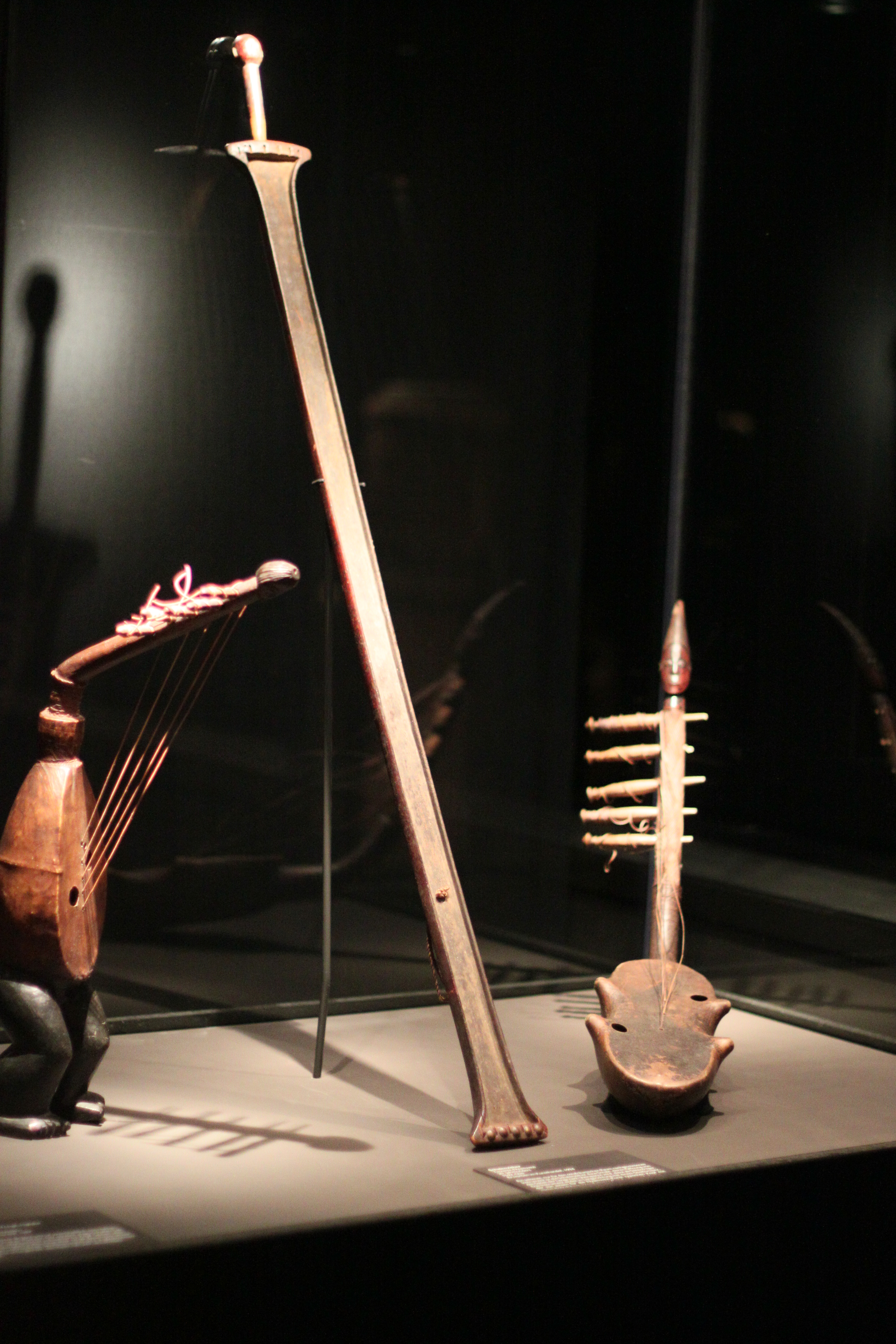
آلات موسيقية.

## إستشهادات
1. ↑  Source RAMEAU، BnF